# 條紋毛鼻鯰
條紋毛鼻鯰，為輻鰭魚綱鯰形目毛鼻鯰科的其中一種熱帶魚類，其种加词“striatus”意为“有条纹的”。分布於南美洲哥倫比亞淡水流域，體長可達7.8公分，棲息在底層水域，生活習性不明。